# Demonax latefasciatus
Demonax latefasciatus är en skalbaggsart som beskrevs av Dauber 2006. Demonax latefasciatus ingår i släktet Demonax och familjen långhorningar. Inga underarter finns listade i Catalogue of Life.